# باشگاه فوتبال باگنور رجیس تاون
باشگاه فوتبال باگنور رجیس تاون (انگلیسی: Bognor Regis Town F.C.)یک باشگاه فوتبال در شهر باگنور رجیس، انگلیس است که در سال ١٨٨٣ تأسیس شده‌است.